# قاضی نعمان

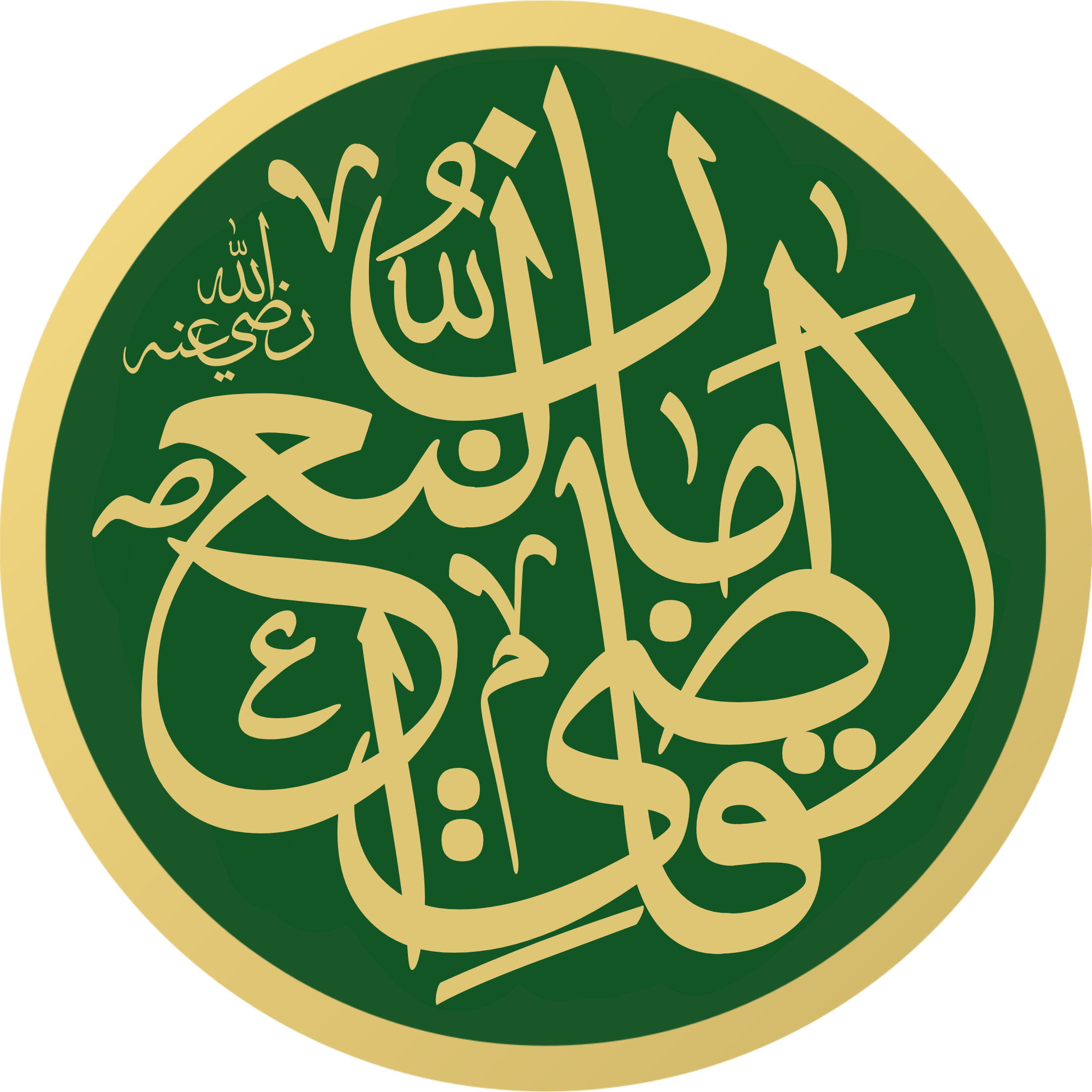
قاضی نعمان

ابوحنیفه محمد بن نعمان مشهور به قاضی نعمان بنیانگذار فقه اسماعیلی است. 

## تولد
تاریخ تولدش دقیقاً مشخص نیست اما با توجه به قرائن حدود ۲۹۳ ه‍.ق متولد شده است. 

## خانواده
تبار قاضی نعمان اهل سنت بوده اند که بعدا به تشیع اسماعیلی گرویده اند.

## علمای شیعی معاصر
وی با ابن بابویه و کلینی معاصر بوده است. 

## آثار
او آثار فراوانی دارد که بعضی از مهم‌ترین آنها عبارتند از: 
- دعائم الاسلام(که یک نسخه مدوّن فقه اسماعیلی به شمار می رود.[۱])،
- افتتاح الدعوة،
- المجالس و المسایرات و المواقف و التوقیعات،
- شرح الاخبار فی فضائل الائمة الاطهار،
- تأویل الدعائم.[۲]

## درگذشت
درگذشت قاضی نعمان در سال 363 ق بوده است.